# Absys
Absys — одна з перших декларативних мов програмування. Назва Absys була обрана як абревіатура від Aberdeen System.

## Історія
Розроблена в Абердинському університеті. Передбачила ряд особливостей мови програмування Prolog. Мабуть, була першою реалізацією мови логічного програмування.